# Cladocarpoides yucatanicus
Cladocarpoides yucatanicus är en nässeldjursart som beskrevs av Bogle 1984. Cladocarpoides yucatanicus ingår i släktet Cladocarpoides och familjen Aglaopheniidae. Inga underarter finns listade i Catalogue of Life.